# 34e régiment du génie
Le 34e régiment du génie était un régiment de l'armée de terre française.

## Création et différentes dénominations
Le 34e régiment du génie est créé le 1er avril 1964. Il est dissous le 1er juillet 1999, relevé par le 13e régiment du génie.

## Historique
L'ancêtre du 34e régiment du génie est le 34e bataillon du génie. Il provient du 16e bataillon de sapeurs mineurs qui de la métropole, avait détaché la compagnie 16/4 à Tunis (caserne Pélissier) en 1885. Cette compagnie provenait d’un bataillon qui avait organiquement appartenu au 3e régiment du génie qui tenait à ce moment garnison à Montpellier depuis 1816.                                                                
En 1964 à Sarrebourg, le régiment occupe les quartiers Dessirier et Gérôme. Le 1er octobre 1972, le régiment quitte Sarrebourg et s’installe à Épernay, quartiers Margueritte et Rolland.
En 1984, les 6e et 7e compagnies du 5e régiment du génie rejoignent le 34e régiment du génie à Épernay. Entre 1984 et 1985, la 3e compagnie de travaux du 34e régiment du génie devient la compagnie de contre-mobilité et rejoint le 1er régiment d'infanterie à Sarrebourg.
Le régiment est dissous à Épernay en 1999 et remplacé par le 13e régiment du génie.
Le 34e RG est également héritier du 34e bataillon de sapeurs télégraphistes de l'entre deux guerres.

## Drapeau
Le drapeau du régiment porte, cousue en lettres d'or dans ses plis:
- Colmar 1945

## Décorations
Croix de guerre 1939-1945 avec étoile de vermeil.(citation à l'ordre du Corps d'Armée)

## Insigne
Ecu triangulaire doré fond bleu Tunisie blanche pot en tête cuirasse dorés roue dentée fond noir rouge ancre.